# Svendborg (Schiff)
Die Svendborg war ein 1902 als Ada gebautes Dampfschiff. Das Schiff war das erste der Aktieselskabet Dampskibsselskabet „Svendborg“, auf die die dänische Unternehmensgruppe A. P. Møller-Mærsk zurückgeht.

## Geschichte
Das Schiff wurde unter der Baunummer 106 auf der Werft John Crown & Sons in Monkwearmouth, Sunderland, gebaut. Der Stapellauf des Schiffes erfolgte am 10. Dezember 1901, die Fertigstellung am 13. Januar 1902. Das Schiff kam als Ada für die in Cardiff ansässige Reederei Whinfield Steamship Co. in Fahrt.
Am 6. Oktober 1904 wurde das Schiff für £ 15.000 an die am 16. April des Jahres von Kapitän Peter Mærsk Møller und seinem Sohn Arnold Peter Møller gegründete Aktieselskabet Dampskibsselskabet „Svendborg“ verkauft. Das Schiff war das erste der Gesellschaft, auf die die dänische Unternehmensgruppe A. P. Møller-Mærsk zurückgeht. Neuer Name des unter die Flagge Dänemarks gebrachten Schiffes wurde Svendborg.
Im April 1908 wurde das Schiff an die dänische Reederei Dansk Dampskibsselskab Rossia in Kopenhagen verkauft und in Generalkonsul Elissejeff umbenannt. Am 20. Februar 1914 ging das Schiff östlich der zu den Inneren Hebriden gehörenden Insel Coll verloren.

## Technische Daten
Das Schiff wurde von einer Dreifach-Expansionsdampfmaschine von MacColl & Pollock angetrieben, die auf einen Propeller wirkte.
Das Deckshaus befand sich im mittleren Bereich des Schiffes. Die Laderäume befanden sich vor und hinter dem Deckshaus. Für den Ladungsumschlag standen zwei Ladebäume zur Verfügung.